# Иван Правдић
Иван Правдић (Београд, 14. април 1975) српски је драмски писац и универзитетски професор.

## Биографија
Дипломирао је драматургију на Факултету драмских уметности. Магистрирао је вишемедијску уметност на интердисциплинарним студијама Универзитета Уметности у Београду.
Ради као редовни професор драматургије на Академији уметности у Новом Саду године у Београду и руководилац докторских студија Вишемедијске уметности на Интердисциплинарним последипломским студијама Универзитета уметности у Београду.
Правдић је један од оснивача Уметничке групе Магнет.
Он је активан у више уметничких облaсти: креира перформансе, амбијенте, акције, представе, драму, поезију, партиципације публике, радионице, видео.
Са својим радовима је учествовао на фестивалима и симпозијумима у САД, Канади, Русији, Португалу, Словенији, Хрватској, Босни и Херцеговини, Мађарској, Румунији, Бугарској.

## Дела
- Кварна карма, 23.05.2005, Нови Сад, Српско народно позориште[3]
- Алиса у земљи чуда, 24.05.2011, Нови Сад, Позориште младих[3]
- Револуција - Отказана!, 17.09.2015, Нови Сад, Српско народно позориште[3]
- Времеплов[1]
- Премија[1]
- Буђења пролећа на путу за Дамаск[1]
- Нестали, радио-игра[4]